# Korea Open 2012
Korea Open 2012 — жіночий професійний тенісний турнір, що проходив на кортах з твердим покриттям. Це був 9-й за ліком турнір. Належав до Туру WTA 2012. Відбувся в Сеулі (Південна Корея). Тривав з 17 до 23 вересня 2012 року.

## Учасниці основної сітки в одиночному розряді

### Сіяні учасниці
| Країна    | Гравчиня          | Рейтинг1 | Сіяна |
| --------- | ----------------- | -------- | ----- |
| Данія     | Каролін Возняцкі  | 11       | 1     |
| Росія     | Марія Кириленко   | 14       | 2     |
| Естонія   | Кая Канепі        | 16       | 3     |
| Росія     | Надія Петрова     | 18       | 4     |
| Німеччина | Юлія Гергес       | 21       | 5     |
| США       | Варвара Лепченко  | 22       | 6     |
| Чехія     | Клара Закопалова  | 28       | 7     |
| Росія     | Катерина Макарова | 29       | 8     |

- 1 Рейтинг подано станом на 10 вересня 2012

### Інші учасниці
Нижче наведено учасниць, які отримали вайлдкард на участь в основній сітці:
- Hong Hyun-hui
- Lee So-ra
- Han Sung-hee

Нижче наведено гравчинь, які пробились в основну сітку через стадію кваліфікації:
- Елені Даніліду
- Каролін Гарсія
- Джеймі Гемптон
- Сесил Каратанчева

### Відмовились від участі
- Ксенія Первак
- Слоун Стівенс

### Знялись
- Марія Кириленко (травма спини)
- Надія Петрова (травма спини)

## Учасниці основної сітки в парному розряді

### Сіяні пари
| Країна | Гравчиня          | Країна  | Гравчиня                | Рейтинг1 | Сіяна |
| ------ | ----------------- | ------- | ----------------------- | -------- | ----- |
| США    | Ракель Копс-Джонс | США     | Абігейл Спірс           | 41       | 1     |
| Індія  | Саня Мірза        | Іспанія | Анабель Медіна Гаррігес | 44       | 2     |
| ПАР    | Наталі Грандін    | Чехія   | Владіміра Угліржова     | 61       | 3     |
| Росія  | Віра Душевіна     | Польща  | Алісія Росольська       | 95       | 4     |

- 1 Рейтинг подано станом на 10 вересня 2012

### Інші учасниці
Нижче наведено пари, які отримали вайлдкард на участь в основній сітці:
- Choi Ji-hee /  Jun Nam-yeon
- Han Sung-hee /  Lee So-ra

## Фінальна частина

### Одиночний розряд
- Каролін Возняцкі —  Кая Канепі 6–1, 6–0

Для Возняцкі це був перший титул за останні 13 місяців і 19-й титул у кар'єрі.

### Парний розряд
- Ракель Копс-Джонс /  Абігейл Спірс —  Акгуль Аманмурадова /  Ваня Кінґ 2–6, 6–2, [10–8]